# Університетський сквер (Миколаїв)
Університетський сквер — сквер в Центральному районі міста Миколаїв, утворений перетином вулиць Вадима Благовісного, Артилерійської, Лагерним полем і територією Будинку офіцерів флоту. Загальна площа — 0,54 га.

## Розташування
На заході Університетський сквер обмежується вулицею Лагерне Поле, на півдні  вулицею Вадима Благовісного, на сході Артилерійською вулицею, а на півночі — територією Будинку офіцерів флоту.

## Історія
Наприкінці XIX століття на місці скверу сформувалася Нікольська площа, назву якій дала вулиця, що проходила поруч. Згодом вона, як і більшість площ того часу, була озеленена і перейменована на Копитовський сквер — в пам'ять про Миколу Васильовча Копитова, головного командира Чорноморського флоту і військового губернатора Миколаєва. Після Другої світової війни сквер отримав ім'я Олексія Михайловича Гмирьова — на згадку про миколаївського поета-революціонера.
У 2015 році Миколаївський національний університет імені В. О. Сухомлинського попросив дати скверу імені Олексія Гмирьова нову назву — Університетський. В університеті відбулися слухання, і студентська громадськість підтримала таке рішення. Таким чином вже у 2016 році сквер було перейменовано на Університетський.

## Пам'ятники та скульптури

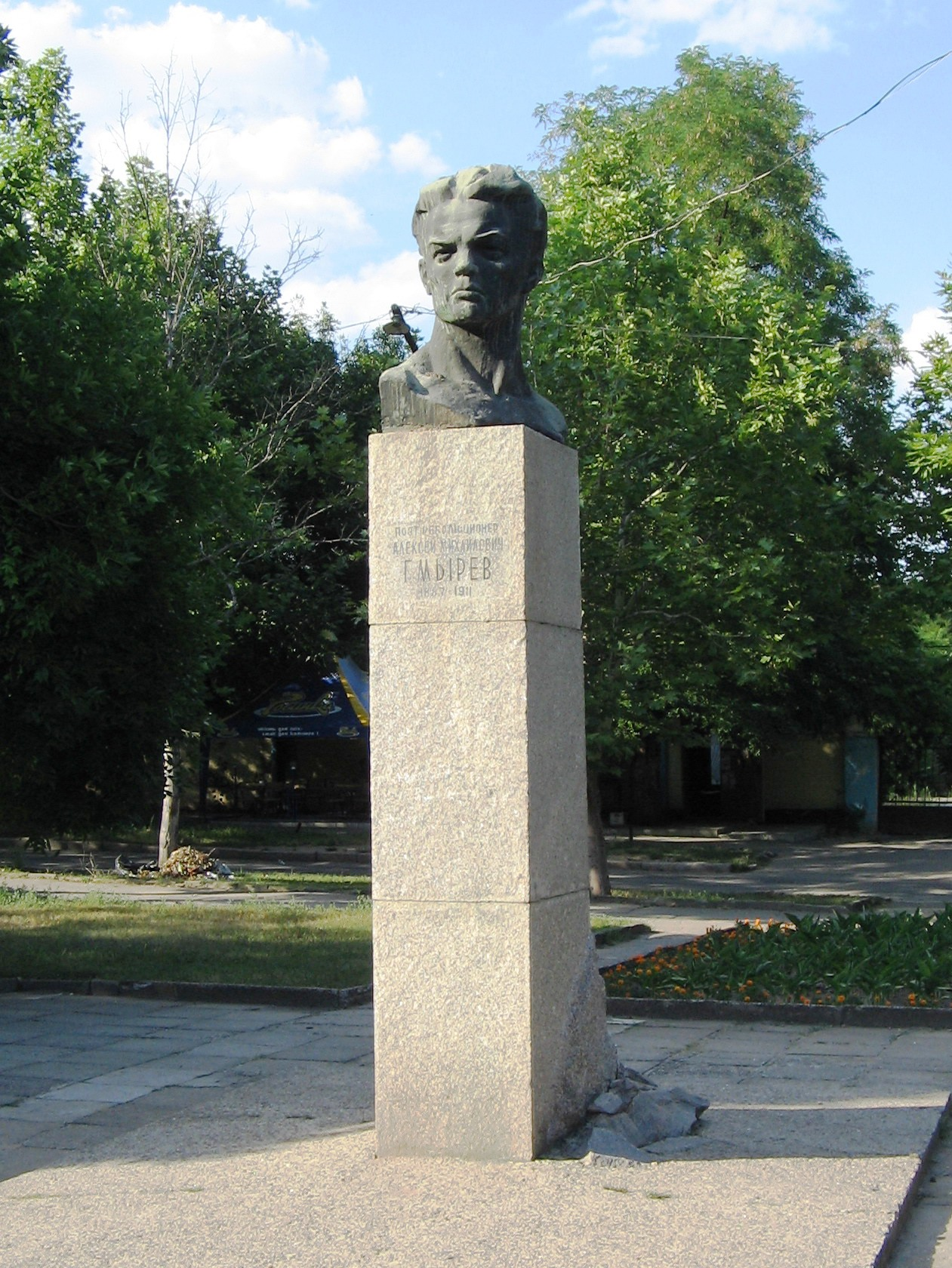
Пам'ятник О. М. Гмирьову у сквері

У 1968 році в сквері було встановлено пам'ятник Олексію Михайловичу Гмирьову. Автори — скульптор О. О. Здиховський і інженер Е. П. Теляшова. Бронзовий бюст поета встановлено на високому гранітному постаменті, на якому вибито напис: «Поет-революціонер Олексій Михайлович Гмирьов (1887–1911)» і строки з вірша «До серця»:
Гори, мое сердце, бестрепетно, смело,
Не прихотью чувств, не бесплодной тоской,
А жаждой великого общего дела

Борьбы за свободу отчизны родной!